# ステファン・モライス
Stephan Godinho Lopes Morais（ステファン・ゴディンホ・ロープス・モライス、1973年10月27日 - ）は、ヨーロッパのビジネスマネージメント及び投資家である。ポルトガル人。

## 人物・来歴
1973年、イギリスのロンドン生まれ。ポルトガルの弁護士である父のもとでリスボンにて育つ。ポルトガルで最高峰の学府である、Colégio Sagrado Coração de Maria and Colégio Valsassinaで学ぶ。最も権威のある工学研究所である、Instituto Superior Técnico de Lisbon を卒業し、土木技師の学位を受ける。
1996年の卒業生で、最後の学期をパリの 国立土木学校 で過ごす。2000年に、ハーバード・ビジネス・スクール に入学を許可され、セインズベリー・マネージメント・フェローシップを授与され、プライベート・イクイティーを専攻し2002年に卒業する。
モライスは、Halcrow Group Limited UKでキャリアをスタートし、モザンビーク、パキスタン、パナマ、チリの多国間機関の民営化プロジェクトに従事。その後、アーサー・アンダーセン  に勤務するため、ロンドンに移住。エネルギーとユーティリティーチームのシニアコンサルタントとして勤務。
経営管理学修士、ポルトガル政府に任命され、国営投資コングロマリットであるIPEの民営化に従事し、国家のエネルギー政策の草案に関わる。
2003年に、Energias de Portugal にCEOとして参画、次いでビルバオのNaturgas Energia Serviciosにマネージング・ディレクターとして参画。
ハーバード大学においてプライベート・イクイティーを専攻した関係で、2006年に他の投資家と共に、ポルトガルのメジャーな家具製造およびデザイン会社であるTemahomeを買収。2009年末にTemahomeを去る。2010年にはポルトガル人として初めて、世界経済フォーラムのYoung Global Leaderに選出される。
他には、不動産投資会社のCrimson Investment Managementの非常勤役員、2007年に他の投資家と共同設立した、モデリング、セレブリティマネージメントエージェンシーであるLight Modelsの社長を務め、いくつかの企業のアドバイザリーボードを務め、金融および戦略的な助言に努めた。
2010年にポルトガル最大の銀行、Grupo Caixa Geral de Depósitos に理事として参画、およびモザンビークの新しい投資銀行 Banco Nacional de Investimento（ポルトガルのCaixaとモザンビーク政府のパートナーシップによる会社）のエグゼクティブ・バイス・プレジデントおよびCFOとして勤務。

## 受賞歴
- 2009年　DMEアワード：デザイン・マネジメント・ヨーロッパ[1][2]
- 2009年　ポルトガル・デザイン・センターとポルトガル大統領による、ナショナル・デザイン・アワード「Sena da Silva」[3][4]
- 2010年　世界経済フォーラムのYoung Global Leader[5]